# Francesco Celeste
Francesco Daniel Celeste (Vicente López, Buenos Aires, Argentina, 3 de  mayo de 1994) es un futbolista argentino. Juega como interior derecho y actualmente se encuentra en el Miami de la United Soccer League. Se destaca por su gran técnica y calidad al abrir la cancha.

## Trayectoria
Celeste hizo sus inicios en “Club Parque”, y tras tres pruebas en etapas, su DT lo llevó a Boca en el año 2003.
Puede desempeñarse como volante por derecha aunque también cubre las posiciones de mediocampista central y enganche.
El 1 de diciembre de 2013 hizo su debut profesional como mediocampista en Boca Juniors, en el segundo tiempo en el Torneo Final frente a Lanús, entrando en el minuto 63. El encuentro se disputó en el Estadio Ciudad de Lanús del Partido de Lanús. El mismo terminó 2 a 2 Juniors con goles de Marcos Astina, Oscar Benítez para los de Lanús. Nicolás Blandi y Juan Manuel Sánchez Miño marcaron para los de La Ribera.

## Estadísticas

### Clubes
- Actualizado hasta el 16 de agosto de 2025.

| Boca Juniors Argentina | 1.ª                 | 2013-14             | 2   | 0 | 0 | 0 | - | - | 2   | 0 | 0    |
| Boca Juniors Argentina | 1.ª                 | 2014                | 0   | 0 | 0 | 0 | 0 | 0 | 0   | 0 | 0    |
| Boca Juniors Argentina | 1.ª                 | 2015                | 0   | 0 | 0 | 0 | 0 | 0 | 0   | 0 | 0    |
| Boca Juniors Argentina | Total club          | Total club          | 2   | 0 | 0 | 0 | 0 | 0 | 2   | 0 | 0    |
| Freamunde Portugal | 2.ª                 | 2015-16             | 39  | 2 | 0 | 0 | - | - | 39  | 2 | 0.05 |
| Freamunde Portugal | Total club          | Total club          | 39  | 2 | 0 | 0 | - | - | 39  | 2 | 0.05 |
| Quilmes Argentina | 1.ª                 | 2016-17             | 6   | 0 | 1 | 0 | - | - | 7   | 0 | 0    |
| Quilmes Argentina | Total club          | Total club          | 6   | 0 | 1 | 0 | - | - | 7   | 0 | 0    |
| Potros U. A. E. M. · México | 2.ª                 | C-2018              | 6   | 0 | - | - | - | - | 6   | 0 | 0    |
| Potros U. A. E. M. · México | Total club          | Total club          | 6   | 0 | - | - | - | - | 6   | 0 | 0    |
| Siracusa · Italia | 3.ª                 | 2018-19             | 9   | 0 | - | - | - | - | 9   | 0 | 0    |
| Siracusa · Italia | Total club          | Total club          | 9   | 0 | - | - | - | - | 9   | 0 | 0    |
| Cartaginés · Costa Rica | 1.ª                 | C-2020              | 3   | 0 | - | - | - | - | 3   | 0 | 0    |
| Cartaginés · Costa Rica | Total club          | Total club          | 3   | 0 | - | - | - | - | 3   | 0 | 0    |
| Nueva Chicago Argentina | 2.ª                 | 2020                | 1   | 0 | - | - | - | - | 1   | 0 | 0    |
| Nueva Chicago Argentina | Total club          | Total club          | 1   | 0 | - | - | - | - | 1   | 0 | 0    |
| Fénix Argentina | 3.ª                 | 2021                | 16  | 0 | - | - | - | - | 16  | 0 | 0    |
| Fénix Argentina | Total club          | Total club          | 16  | 0 | - | - | - | - | 16  | 0 | 0    |
| Los Andes Argentina | 3.ª                 | 2022                | 7   | 1 | 0 | 0 | - | - | 7   | 1 | 0.14 |
| Los Andes Argentina | 3.ª                 | 2023                | 18  | 2 | - | - | - | - | 18  | 2 | 0.11 |
| Los Andes Argentina | Total club          | Total club          | 25  | 3 | 0 | 0 | - | - | 25  | 3 | 0.12 |
| Beroe Stara Zagora Bulgaria | 1.ª                 | 2023-24             | 10  | 1 | 0 | 0 | - | - | 10  | 1 | 0.1  |
| Beroe Stara Zagora Bulgaria | Total club          | Total club          | 10  | 1 | 0 | 0 | - | - | 10  | 1 | 0.1  |
| Zamora · Venezuela | 1.ª                 | 2024                | 0   | 0 | 0 | 0 | - | - | 0   | 0 | 0    |
| Zamora · Venezuela | Total club          | Total club          | 0   | 0 | 0 | 0 | - | - | 0   | 0 | 0    |
| Miami Estados Unidos | 2.ª                 | 2025                | 14  | 0 | 3 | 0 | - | - | 17  | 0 | 0    |
| Miami Estados Unidos | Total club          | Total club          | 14  | 0 | 3 | 0 | - | - | 17  | 0 | 0    |
| Total en su carrera | Total en su carrera | Total en su carrera | 131 | 6 | 4 | 0 | 0 | 0 | 135 | 6 | 0.04 |
| (1) Las copas nacionales se refiere a la Copa Argentina, la Copa de la Liga Profesional y la Copa de Grecia. (2) Las copas internacionales se refiere a la Copa Libertadores y a la Copa Sudamericana. (3) Media de goles por encuentro. No incluye goles en partidos amistosos. |                     |                     |     |   |   |   |   |   |     |   |      |